# Onze-Lieve Vrouw Middelareskerk (Sint-Jans-Molenbeek)
De Onze-Lieve-Vrouw Middelareskerk (Frans: Église Notre-Dame Médiatrice) was een rooms-katholiek kerkgebouw aan de Zwarte Vijversstraat 110 te Sint-Jans-Molenbeek. Sinds 1999 is dit de Sint-Savakerk, waarin de Servisch-orthodoxe Kerk bijeenkomt. Deze is gewijd aan de Heilige Sava van Servië.
De kerk werd gebouwd in 1925 en architect was Victor Degand. Het is een basilicale kerk in baksteen en beton. De voorgevel oogt rechtlijnig. Er is een massief met beton omlijst ingangsportaal waarboven zich een reliëf bevindt dat Maria voorstelt aan wie door leken en geestelijken de kerk wordt aangeboden. Jacques Tiberius vervaardigde het doopvont en een Mariabeeld.